# Белогорное
Белогорное — село в Вольском районе Саратовской области. Административный центр Белогорновского муниципального образования.

## География
Белогорное расположено в восточной части района у истоков ручья Живой Ключ. Расстояние до районного центра составляет 52 км. Село окружает лесной массив и меловые холмы.

## История
История села начинается в 1666 году, когда старообрядцы, бежавшие от гонений, поселились в овраге. Овраг получил название Климов дол. 100 лет спустя, в царствование Екатерины II, преследования старообрядцев прекратились и поселение получило официальный статус. Деревня была названа Самодуровка «в честь» её жителей и их достаточно вольного отношения к приказам руководящих лиц, в частности, за незаконное заселение самой области села. На 1859 год население деревни составляло 3291 человек, а к 1914 году превысило 7600 человек.
В 1961 году указом Президиума Верховного Совета РСФСР село Самодуровка переименовано в Белогорное.
2 декабря 2018 года после реконструкции и ремонта состоялось открытие и освящение храма Покрова Пресвятой Богородицы Древлеправославной Поморской Церкви.

## Население
| 2002 | 2010 | 2011 |
| ---- | ---- | ---- |
| 721  | ↗750 | ↘665 |

## Известные уроженцы
- Зудлов, Сергей Анфиногенович — Герой Советского Союза
- Анучкин, Пётр Яковлевич — Герой Советского Союза
- Балакин, Николай Пименович — Герой Советского Союза